# 11268 Spassky
11268 Spassky este un asteroid din centura principală de asteroizi.

## Descriere
11268 Spassky este un asteroid din centura principală de asteroizi. A fost descoperit pe 22 octombrie 1985 la Observatorul de Astrofizică din Crimeea de Liudmila Juravliova. Asteroidul prezintă o orbită caracterizată de o semiaxă mare de 2,42 ua, o excentricitate de 0,20 și o înclinație de 4,1° în raport cu ecliptica.